# Parco delle Rose (Rosà)
Il parco delle Rose, o Giardino delle rose, è un parco urbano realizzato dal comune di Rosà nel 2008. Attualmente ospita la sede degli alpini di Rosà.
La sua posizione centralissima lo rende raggiungibile da qualunque direzione sia a piedi che in bicicletta. Il parco è collegato tramite percorsi ciclopedonali a via Roma, via Mazzini, piazza Serenissima, piazza Cardinale Baggio, via Rigoni e via Schallstadt. Il parco è inoltre attraversato da una roggia che lo rende più fresco nelle afose giornate d'estate.

## Manifestazioni
- Mostra concorso dell'asparago bianco di Bassano del Grappa D.O.P.